# 飯塚バスターミナル

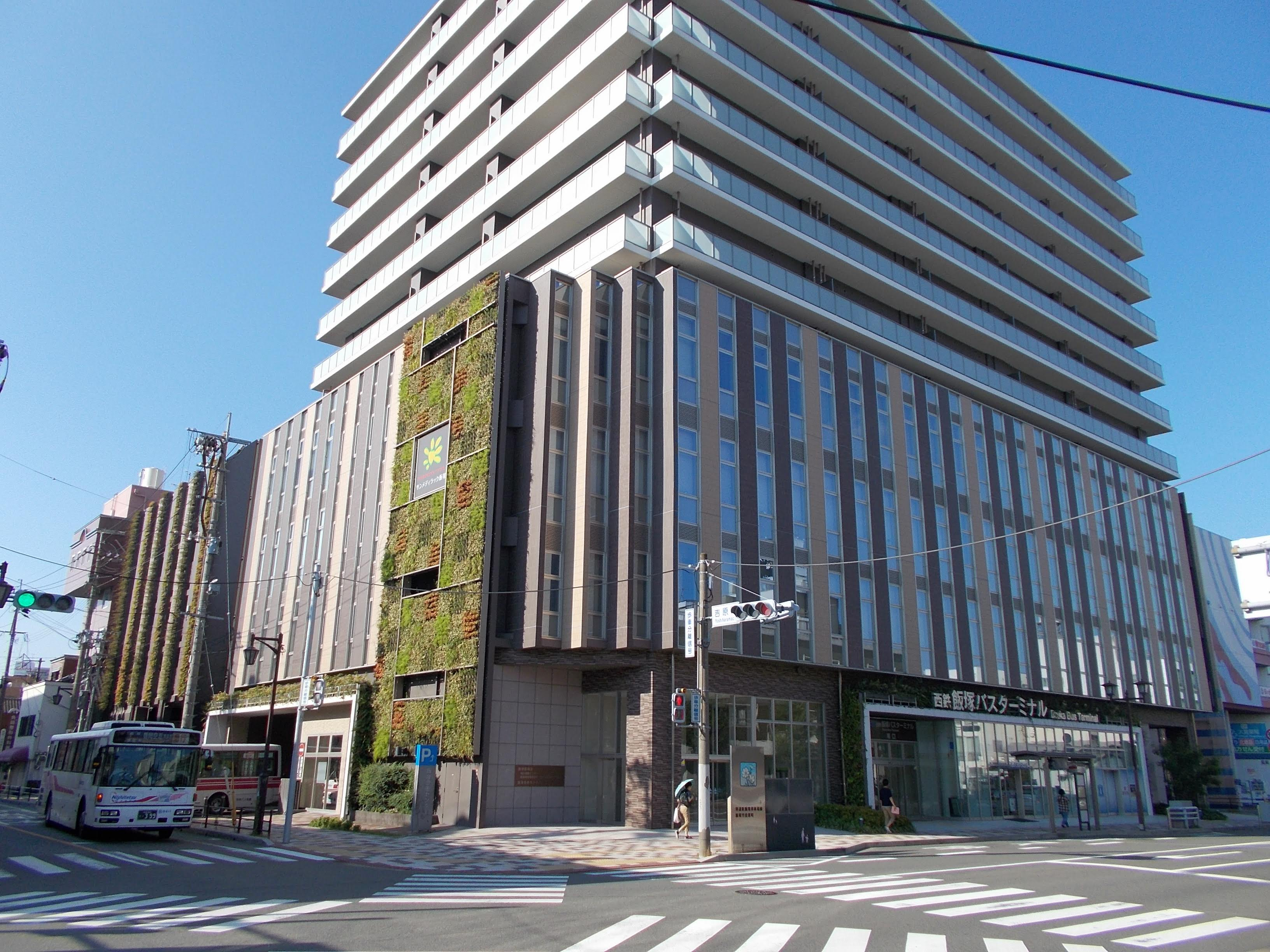
飯塚バスターミナル（2018年5月）

飯塚バスターミナル（いいづかバスターミナル）とは、福岡県飯塚市にあるバスターミナルである。西日本鉄道（西鉄）から分社化された西鉄バス筑豊が運営している。

## 概要
飯塚市の中心部に立地しており、筑豊南部（嘉飯山地域）の飯塚市内各地、嘉麻市、嘉穂郡桂川町などへ向かう路線バスが発着している。当ターミナルから福岡市や田川市などへ向かう特急バス路線もある。旧バスセンター、現バスターミナルともに西向きの一方通行であるため、東に向かうバスは一部を除きバスターミナル建物内には入らず、バスターミナルの東向かいのあいタウン前に設けられた「飯塚・あいタウン前」バス停に発着する。
現在の建物は2015年7月に開業したもので、1階をバスターミナル、2 - 4階を飯塚医師会館・休日夜間急患センターなどの医療関連施設、5階から上を西鉄が運営するマンションとした複合ビル「サンメディラック飯塚」の一部として入居しており、この開業に合わせ正式名称を「西鉄飯塚バスターミナル」に改称した。

## 旧バスセンターについて
先代の建物は1966年（昭和41年）11月1日に竣工したもので、1階部分にバスが発着し、上層階に商業施設「飯塚西鉄名店街」があった。飯塚西鉄名店街は1988年（昭和63年）10月からは若者向けにリニューアルされた「エマックス・イイヅカ」となったが、1996年（平成8年）5月のジャスコ飯塚店閉鎖をはじめとする市街地の空洞化により客足が激減し1998年（平成10年）3月に閉鎖された。

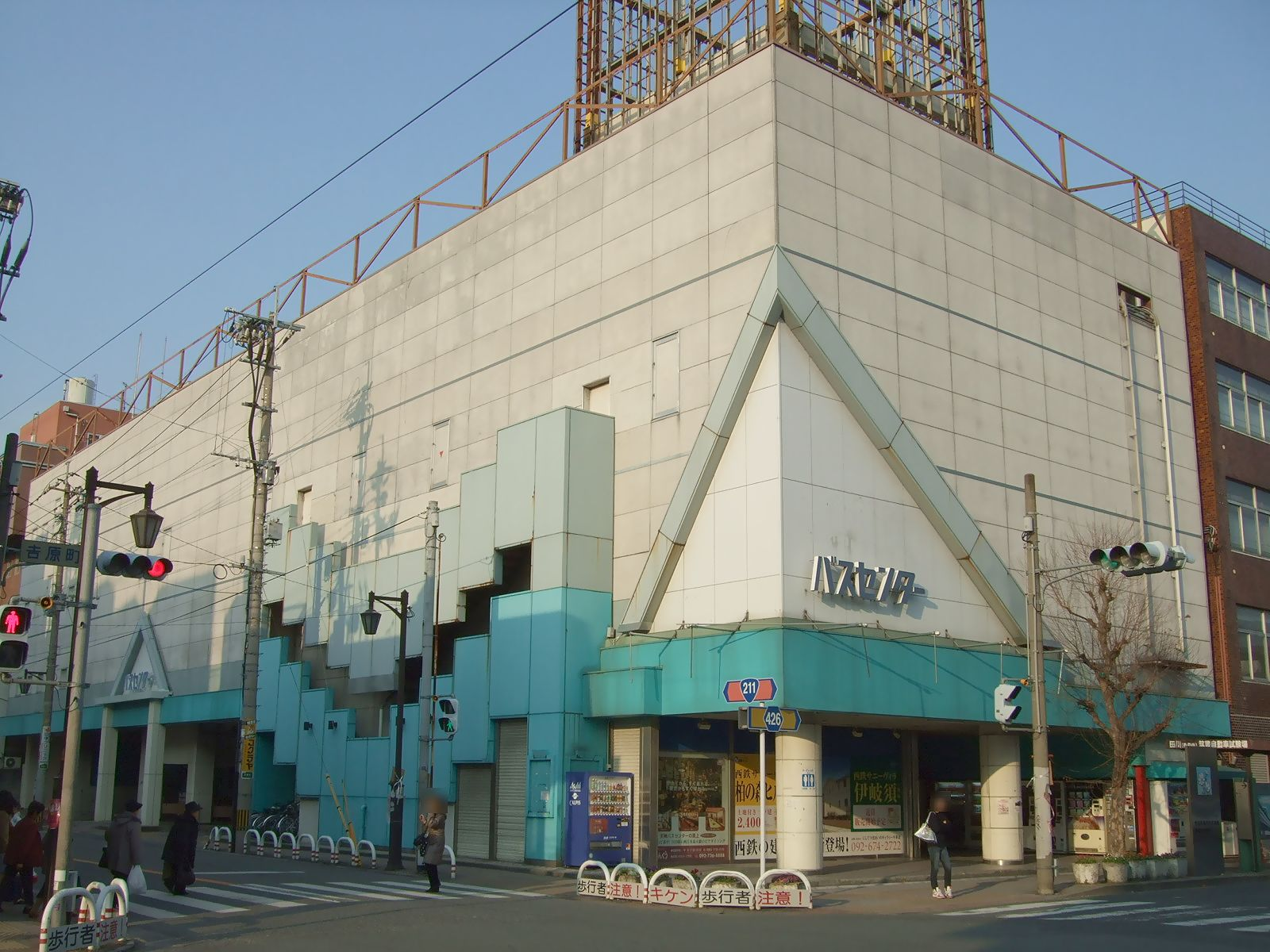
旧飯塚バスセンター（2013年9月に解体）

2013年（平成25年）9月にそれまでの飯塚バスセンターを解体し、バスセンターを新築中のため道路上に臨時バス停を設置していた。これは近隣商業施設の空き店舗化が進行していることから西鉄および地権者でバスセンター周辺部の再開発に着手しているもので、2013年1月23日に吉原町1番地区再開発組合を設立した。

### 近隣施設
- あいタウン（商業施設） - 東隣
- 麻生飯塚病院 - 東へ約600m
- 嘉穂劇場 - 南へ約600m
- 西鉄バス筑豊本社 - 北へ約400m
- 勝盛公園 - 西へ約800m
- 飯塚市役所 - 北東へ約900m
- JR新飯塚駅 - 東へ約900m
- 飯塚郵便局
- 遠賀川

飯塚市の中心市街地に位置しているが、JR新飯塚駅、飯塚駅からは少し離れている。

## 行き先
- 飯塚市内各地
- 嘉麻市
- 嘉穂郡桂川町
- 田川市
- 田川郡福智町
- 福岡市
  - かつては小倉駅・砂津（2011年3月まで）・黒崎駅前バスターミナル・西鉄久留米駅・信愛女学院行き（2003年3月まで）特急バスや大阪行きの夜行バスも運転されていた。